# Carolinaparkiet
De carolinaparkiet (Conuropsis carolinensis) was een papegaaiensoort uit de familie van de papegaaien van Afrika en de Nieuwe Wereld (Psittacidae). De wetenschappelijke naam van de soort werd als Psittacus carolinensis in 1758 gepubliceerd door Carl Linnaeus. Het was de enige papegaai die inheems was in de oostelijke Verenigde Staten. Hij kwam voor van de Ohio-vallei tot de Golf van Mexico en leefde in oude bossen langs rivieren. De soort werd in het wild voor het laatst gezien in 1910; het laatste in gevangenschap gehouden exemplaar stierf in 1918; de soort werd in 1939 uitgestorven verklaard.

## Uitsterven
De Carolinaparkiet stierf uit door verschillende oorzaken. Om ruimte te maken voor landbouw werden grote stukken bos gekapt, waarmee de leefgebieden werden vernietigd. De kleurrijke veren (groen lichaam, gele kop en rood rond de snavel) waren erg gewild als versierselen van dameshoeden, en de dieren werden gehouden als huisdier. Hoewel de vogels makkelijk broedden in gevangenschap werd er weinig aan gedaan om de populatie tamme vogels uit te breiden. Uiteindelijk werden ze in grote aantallen gedood omdat boeren ze beschouwden als een plaag, hoewel ook veel boeren ze waardeerden door hun bestrijding van invasieve planten zoals de stekelnoot.
Een factor die bijdroeg aan hun uitsterven was hun samenscholingsgedrag dat ertoe leidde dat ze onmiddellijk terugkeerden naar een plek waar sommige vogels juist waren gedood. Dit leidde ertoe dat er zelfs nog meer vogels werden doodgeschoten door jagers als ze zich verzamelden rond de gewonde en doodgeschoten vogels van de kolonie.
Deze combinatie van factoren leidde ertoe dat de soort aan het begin van de twintigste eeuw uitgeroeid was in het grootste gedeelte van zijn oorspronkelijke verspreidingsgebied. De laatste populaties werden echter niet hevig bejaagd voor hun vlees of veren en ook de boeren van het platteland in Florida beschouwden hen niet als plaag omdat de voordelen van hun liefde voor stekelnoten duidelijk opwogen tegen de schade die ze aanrichtten aan de kleinschalige akkers. Het uiteindelijke uitsterven van de vogel is enigszins een mysterie, maar de waarschijnlijkste oorzaak lijkt dat de vogels bezweken zijn aan een pluimveeziekte zoals wordt gesuggereerd door het snelle verdwijnen van de laatste, kleine, maar schijnbaar gezonde en zich voortplantende kolonies van deze zeer sociale vogels. 
Het laatste wilde exemplaar werd in 1910 gedood in Okeechobee County in Florida. De laatste in gevangenschap gehouden vogel stierf in de Cincinnati Zoo and Botanical Garden in 1918. Dit was het mannetje 'Incas' dat stierf binnen een jaar na de dood van zijn partner 'Lady Jane'.
Ergens tussen 1937 en 1955 werden drie parkieten die leken op de Carolinaparkiet gezien en gefilmd in het Okefenokeemoeras in Georgia. De National Audubon Society concludeerde echter na het bestuderen van de filmbeelden dat het waarschijnlijk ging om verwilderde parkieten. Andere rapporten van waarnemingen van de vogel werden gedaan in Okeechobee County in Florida tot aan het einde van de jaren twintig van de twintigste eeuw, maar hier is geen bewijsmateriaal van. 
De ondersoort uit Louisiana verschilde enigszins in kleur en was meer blauwig-groen en over het algemeen iets lichter gekleurd. Deze ondersoort ging op vergelijkbare wijze ten onder en stierf aan het begin van de jaren tien van de twintigste eeuw uit. 
Musea over de hele wereld hebben nog zo’n 700 huiden in bezit. 
Hoewel het uitsterven van de Carolinaparkiet het onherroepelijke verlies van de enige echte inheemse papegaai van Noord-Amerika betekende, komt er vanaf de jaren zestig van de twintigste eeuw een geïntroduceerde soort voor, de monniksparkiet (Myiopsitta monacha) die kolonies heeft gevestigd in verschillende staten waaronder New York, New Jersey, Illinois, Florida, Louisiana en Texas door ontsnappingen of doordat de vogel door mensen bewust is uitgezet. Kleinere verwilderde populaties van verschillende soorten papegaaien en parkieten hebben zich sindsdien gevestigd op verschillende plekken in de Verenigde Staten, waaronder Pasadena (Californië).
De soort telde 2 ondersoorten:
- C. c. carolinensis – de zuidoostelijk Verenigde Staten.
- C. c. ludoviciana (Gmelin, 1788) – de oostelijk-centrale Verenigde Staten.